# Vamos a buscar la luz
"Vamos a buscar la luz" es una canción de la banda de hard rock argentina Aeroblus de 1977, y da inicio al homónimo y único álbum de estudio de la banda.
En 2011 la revista Roadie Crew incluyó a "Vamos a buscar la luz" dentro de su listado de "200 Verdaderos Himnos del Heavy Metal y Rock Clásico que tienes que escuchar antes de morir", la canción figura en el puesto 184.

## Músicos
- Pappo: Voz y guitarra eléctrica.
- Rolando Castello Junior: Batería y percusión.
- Alejandro Medina: Bajo eléctrico y coros.